# Antoni Powiecka
Antoni Powiecka, wcześniej Powietzka (ur. 14 maja 1904 w Wójtowej Wsi, zm. w 1989 w Tarnowskich Górach) – współzałożyciel pierwszych drużyn harcerskich na Śląsku, wieloletni instruktor Związku Harcerstwa Polskiego i działacz ZHP w Niemczech.
Powiecka urodził się w Wójtowej Wsi, która obecnie jest dzielnicą Gliwic. 4 kwietnia 1920 roku razem z Janem Grzbielą i Janem Bekiem założył pierwszą drużynę harcerską w Gliwicach – Męską Drużynę im. Tadeusza Kościuszki. Działalność harcerzy była wówczas związana z Polskim Komisariatem Plebiscytowym z siedzibą w Bytomiu, jak i z Polską Organizacją Wojskową z Alfonsem Zgrzebniokiem na czele. Jedną z ciekawszych akcji harcerzy z Wójtowej Wsi było błyskawiczne pozamienianie w całej wsi niemieckich propagandowych plakatów na polskie w nocy przed plebiscytem. 
Od stycznia do kwietnia 1924 roku Antoni Powiecka pełnił funkcję drużynowego swojej macierzystej drużyny.
Gdy 3 lutego 1924 roku powołano pierwszy na Śląsku Opolskim hufiec na terenach powiatów zabrskiego i gliwickiego, Antoni Powiecka został mianowany członkiem komendy Hufca Śląska Opolskiego. Już 1 marca przejął funkcję hufcowego (komendanta hufca), którą pełnił dalej po podziale hufca, teraz już jako hufcowy Hufca Zabrsko-Gliwickiego. Na przełomie lat 20. i 30. Antoni Powiecka organizował liczne wyjazdy, biwaki i wieczorki harcerskie dla harcerzy z terenów Gliwic i Zabrza.
W swojej późniejszej karierze harcerskiej kilkukrotnie zajmował stanowisko sekretarza Związku Harcerstwa Polskiego w Niemczech, natomiast w 1933 roku objął dowodzenie nad trzynastoosobową drużyną reprezentacyjną ZHPwN na światowym jamboree skautowym w Gödöllő na Węgrzech. Podczas wycieczki promem po Dunaju Powiecka miał okazję spotkać kierownictwo ZHP oraz poznać założyciela światowego skautingu, sir Roberta Baden-Powella.
W drugiej połowie lat 30. Antoni Powiecka zajął się pisaniem artykułów prasy harcerskiej (w „Informatorze Naczelnictwa ZHP w Niemczech”; wcześniej pisał dla „Myśli Naszej”) oraz prowadzeniem zajęć na różnych kursach (np. w Górkach Wielkich czy Pograniczu). Sam przeszedł szkolenie zuchmistrzowskie, stając się jednocześnie pierwszym instruktorem zuchowym Ziemi Gliwickiej.
W 1937 roku, po podziale Hufca Zabrsko-Gliwickiego, Antoni Powiecka został mianowany hufcowym Hufca Gliwickiego. Rok później, władze ZHPwN wydelegowały go do działania na terenie Wielkopolski (w Złotowie), gdzie został do wybuchu II wojny światowej.
29 września 1939 roku Antoni Powiecka wyjechał do Berlina, gdzie podjął pracę w prywatnej firmie. Przez pięć lat, po przymusowym powołaniu w 1940 roku, walczył w Wehrmachcie. Po kapitulacji Niemiec dostał się do jugosłowiańskiej niewoli, w której spędził trzy lata, by w końcu powrócić do polskich już Gliwic. Od 1948 roku podejmował pracę zawodową (w domu towarowym, następnie w zakładach koksowniczych), a w 1969 roku przeszedł na emeryturę.
Pod koniec życia Antoni Powiecka zamieszkał w Tarnowskich Górach, skąd kontynuował wspieranie działalności gliwickich drużyn harcerskich.